# The Wall Street Shuffle
The Wall Street Shuffle är en rocklåt av brittiska musikgruppen 10cc. Låten skrevs av Eric Stewart och Graham Gouldman och ingår på gruppens andra studioalbum Sheet Music som utgavs 1974. Den utgavs även som singel i maj 1974 och blev en hitsingel i flera länder i Europa. I Nordamerika gick låten inte så bra och misslyckades med att gå in på Billboard Hot 100.
Låtens text berör Wall Street och ekonomiska teman och nämner bland annat släkter inom finansvärlden så som Getty och Rothschild.
Anni-Frid Lyngstad spelade in en svensk version av låten till albumet Frida ensam 1975 med titeln "Guld och gröna ängar". Texten skrevs av Owe Junsjö.

## Listplaceringar
| Lista (1974)   | Position                |
| -------------- | ----------------------- |
| Danmark        | 5 (DR "Tipparaden")     |
| Irland         | 9                       |
| Kanada         | 87 (RPM)                |
| Nederländerna  | 2                       |
| Storbritannien | 10 (UK Singles Chart)   |
| Sverige        | "Heta Högen" i Poporama |
| Västtyskland   | 38                      |